# Оганесян, Арутюн Саркисович
Арутюн (Туник) Саркисович Оганесян (арм. Թունիկ (Հարություն) Սարգսի Հովհաննիսյան; 5 июля 1908 — 24 декабря 1941) — советский армянский композитор.

## Биография
Арутюн Оганесян (Туник Ованнисян) родился в 1908 году в селе Болнис-Хачен (ныне в Болнисском муниципалитете Грузии) в семье Саркиса Григорьевича и Сатеник Аслановны Оганесян. С ранних лет у Арутюна проявилась тяга к музыке. С 1918 года учился в Тифлисе, ходил в Нерсисяновскую семинарию. Учился музыке в народном училище А. Шхяна. В 1925 году окончил школу и по настоянию родственников пошёл на бухгалтерские курсы. Работал в селе Дараков счетоводом, затем учителем.
С середины 1920-х годов Арутюн Оганесян начал сочинять музыку. В 1928 году поступил в музыкальный техникум Еревана. В 1930/1931 учебном году перевёлся на композиторский факультет к А. Л. Степаняну. Во время учёбы в Ереване писал преимущественно скрипичные пьесы и песни для голоса. В 1933 году переехал в Ленинград и поступил в Музыкальный техникум при Ленинградской консерватории, учился у Б. В. Асафьева. В Ленинграде он увлёкся инструментальной музыкой, но писал также песни (романс «Помнишь ли ты?» на слова Егише Чаренца). В 1934 году поступил в консерваторию (класс композиции X. С. Кушнарёва). Вскоре Оганесян добился заметных успехов. Его Фортепианные вариации были исполнены Робертом Андриасяном на концерте в честь 75-летия Ленинградской консерватории. Оганесян написал также «Колыбельную» для скрипки с фортепиано, «Танец» и «Поэму». По поручению Института этнографии АН СССР занимался расшифровкой десяти армянских песен для трёхтомника «800 песен народов СССР». По заказу Ленинградского Союза композиторов в 1939 году написал 4-частный Струнный квартет. В том же году написал Симфонию, первые две из четырёх частей которой были удостоены оценки «отлично» на госэкзаменах в консерватории.
После начала Великой Отечественной войны, несмотря на предложение X. С. Кушнарёва, отказался эвакуироваться из города. Записался в народное ополчение, затем добился направления в школу лейтенантов, откуда осенью 1941 года был направлен на фронт командовать взводом. Командир стрелкового взвода лейтенант А. С. Оганесян воевал в 708-м стрелковом полку 43-й стрелковой дивизии. Погиб 24 декабря 1941 года в бою под деревней Ям-Ижора Ленинградской области.

## Память
Имя Арутюна Оганесяна высечено на памятных досках в Союзе композиторов и в Санкт-Петербургской консерватории.